# 잭 로그
잭 로그(Zach Logue, 1996년 4월 23일 ~ )는 미국의 야구 선수이자, 현 KBO 리그 두산 베어스의 투수이다.

## 미국 프로야구 시절
2017년에 토론토 블루제이스에 입단하였다.